# Крис Паскал
Кристофър Паскал Таламантес (на испански: Christopher Pazcal Talamantes), по-известен като Крис Паскал (на испански: Chris Pazcal), е мексикански актьор, известен с работата си в някои от теленовелите на компания Телевиса.

## Биография
Кристофър Паскал Таламантес е роден на 16 май 1993 г. в мексиканската столица, произлиза от род на актьори, режисьори и сценаристи, син е на актрисата Магда Карина, внук е на актрисата и режисьор Карина Дупрес, правнук е на актрисата Магда Гусман и режисьора Хулиан Дупрес.
Започва своята кариера през 2014 г., като взима участие във филмите The Labyrinth of Minos, Escape и One Last Story; Behind the Silence е първият му филм, по който работи като режисьор и сценарист.
През 2018 г. Крис Паскал получава ролята в теленовелата И утре ще бъде друг ден, първата му работа в телевизията, в споменатата теленовела той играе ролята на Пабло Янес, споделяйки сцени с Анхелика Вале, Диего Оливера и Алехандра Барос; неговата баба Карина Дупрес е един от режисьорите на теленовелата.
През 2019 г. продължава да участва в други продукции на Телевиса, като например във втория сезон на Да обичам без закон, в Среща на сляпо, а през 2020 г. участва в теленовелата Руби.
В средата на 2020 и началото на 2021 г. изпълнява главната роля в епизода Amiga mía на сериала Тази история ми звучи, а също и в Изгарящ огън. През 2021 г. изпълнява главната отрицателна роля в теленовелата Проектиране на любовта ти.

## Филмография

### Сериали
- Дар от любовта (2025) – Еухенио
- Бегълци, в търсене на свобода (2024) – Дарио Естрада
- Моята тайна (2022) – Габино Окампо
- Проектиране на любовта ти (2021) – Рикардо Манрике
- Изгарящ огън (2021) – Давид Арана
- Тази история ми звучи (2020) – Дарио
- Руби (2020) – Гатийо
- Среща на сляпо (2019) – Сесар
- Да обичам без закон (2019) – Ерик Галван
- И утре ще бъде друг ден (2018) – Пабло Яниес

### Филми
- Atrapados: una historia verdadera (2018) – Нико
- Behind the Silence (2015) сценарист и режисьор
- One Last Story (2015) – Капитан Орс
- Escape (2014) – Охранител
- Labyrinth of Minos (2014) – Тезей
- Subscribe (2014) – Кристиан